# Chris Smith
Chris Smith (Charleston, 12 oktober 1879 – New York, 4 oktober 1949) was een Amerikaanse songwriter en vaudeville-artiest. Zijn muziek werd onder meer gespeeld door Sidney Bechet, Louis Armstrong en Clarence Williams.

## Biografie

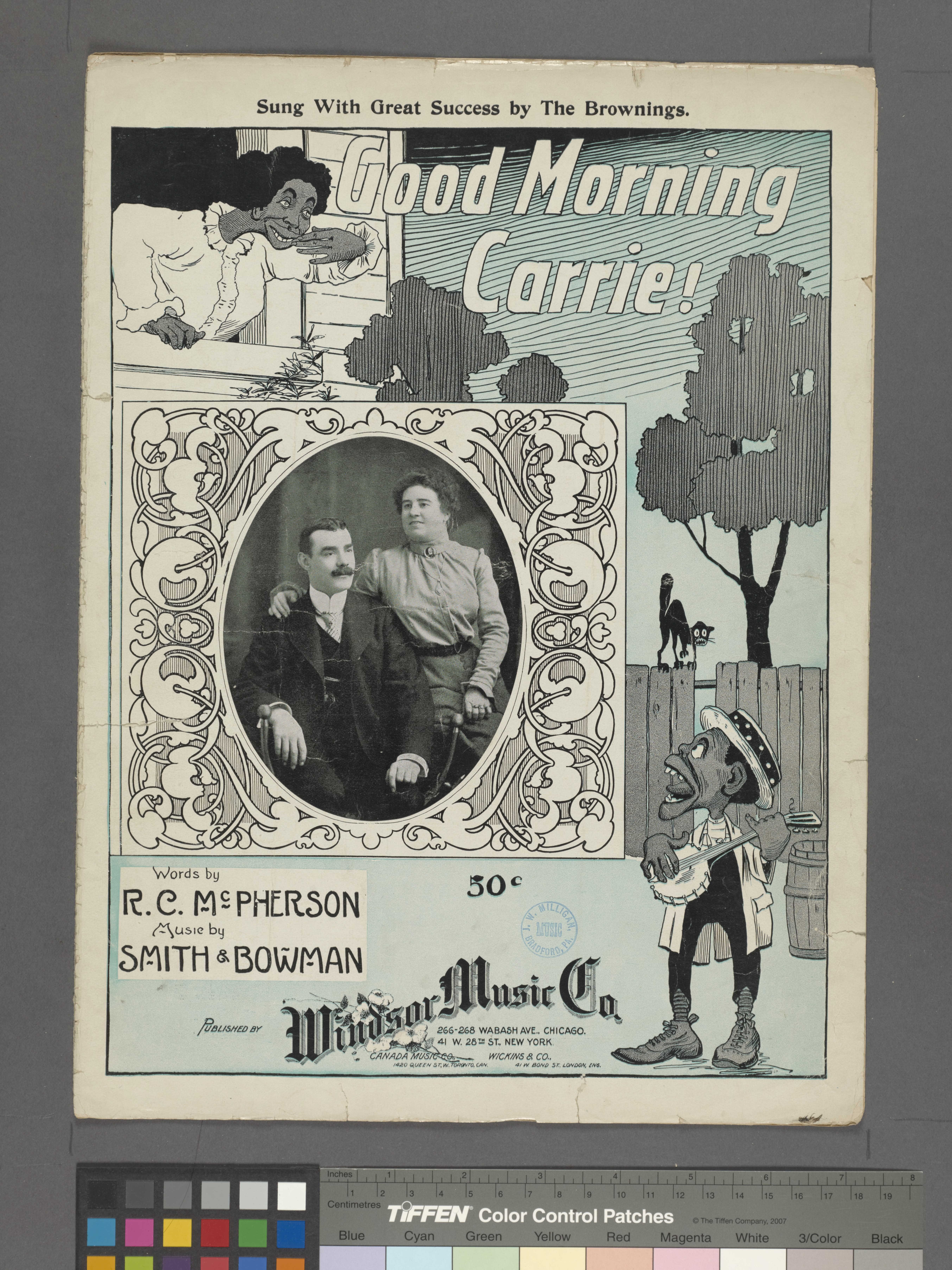
Good morning Carrie! met muziek door Smith & Bowman

Smith werd geboren in Charleston. Hij werkte daar in een bakkerij, terwijl hij ondertussen zichzelf gitaar en piano leerde spelen. Op jonge leeftijd sloot hij zich samen met zijn jeugdvriend Elmer Bowman (1879-1916) aan bij een medicine show, waarna hij zich definitief vestigde in New York.
In New York vormde hij met Bowman een succesvol vaudeville-duo. Daarnaast maakte hij carrière als songwriter. 

### Werken
Smith schreef muziek voor zwarte artiesten uit de vaudeville, waaronder de tekstschrijver R.C. McPherson, ook bekend als Cecil Mack. Zijn eerste grote succes was Good Morning, Carrie. In 1906 volgde All in Down and Out, en in 1908 verschenen Down Among the Sugar Cane en You’re in the Right Church but the Wrong Pew, beide in samenwerking met Mack. Laatstgenoemde nummer werd bekend door zanger Bert A. Williams.
Met tekstschrijver Jim Burris schreef Smith onder andere There’s a Big Cry-Baby in the Moon, Come After Breakfast, Bring ‘Long Your Lunch and Leave ‘Fore Supper Time, en Transmagnificanbamdamuality (or C-A-T Spells Cat). Voor optredens van Bert Williams componeerde hij onder meer Constantly en If He Comes In, I’m Going Out.

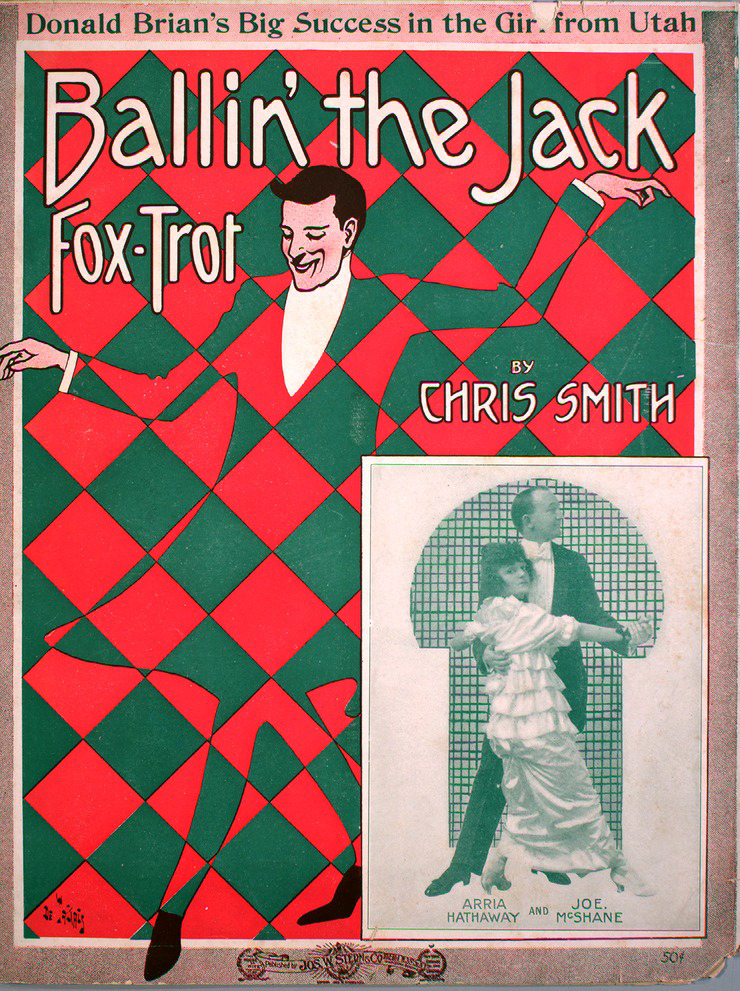
Ballin' the Jack door Chris Smith, 1913

In 1913 componeerde hij samen met James Reese Europe de foxtrot Ballin’ the Jack, op tekst van Jim Burris. Dit nummer leidde tot een dansrage in de Verenigde Staten. Andere nummers zijn Never Let the Same Bee Sting You Twice en San Francisco Blues, die zijn eerste commerciële successen werden.
Latere werken zijn onder meer I’ve Got My Habits On (1921, met Jimmy Durante) en het humoristische If You Sheik on Your Mama, Your Mama’s Gonna Sheba on You (1924).
Een van zijn laatste bekende composities, Lookin’ for Another Sweetie (1929), werd opgenomen door Fats Waller & His Buddies. Een jaar later werd het nummer uitgebracht met nieuwe tekst als I’m Confessin’ (That I Love You), waarbij de credits voor de muziek naar Doc Daughtery en Ellis Reynolds gingen.
- Biblioteca Nacional de España: XX1733448
- Bibliothèque nationale de France: cb171500517 (data)
- Gemeinsame Normdatei: 1112578188
- International Standard Name Identifier: 0000 0000 6088 9279
- Library of Congress Control Number: no89020739
- MusicBrainz: b46d3ee1-e9f5-4109-a7b9-17e0b1e3dfcc
- Istituto Centrale per il Catalogo Unico: TO0V505121
- SNAC: w6sq9wvk
- Trove: 1493857
- Virtual International Authority File: 87510016